# رود سونا
رود سونا (انگلیسی: Suna) یک رودخانه در جمهوری کارلیای کشور روسیه است.